# Tata Harrier
Tata Harrier  - п'ятимісний компактний кросовер з дизельним двигуном, що випускається індійським автовиробником Tata Motors. 
Він був запущений на індійському ринку 23 січня 2019 і займає проміжне положення між малолітражним Tata Nexon і середньорозмірним Tata Safari.

## Історія

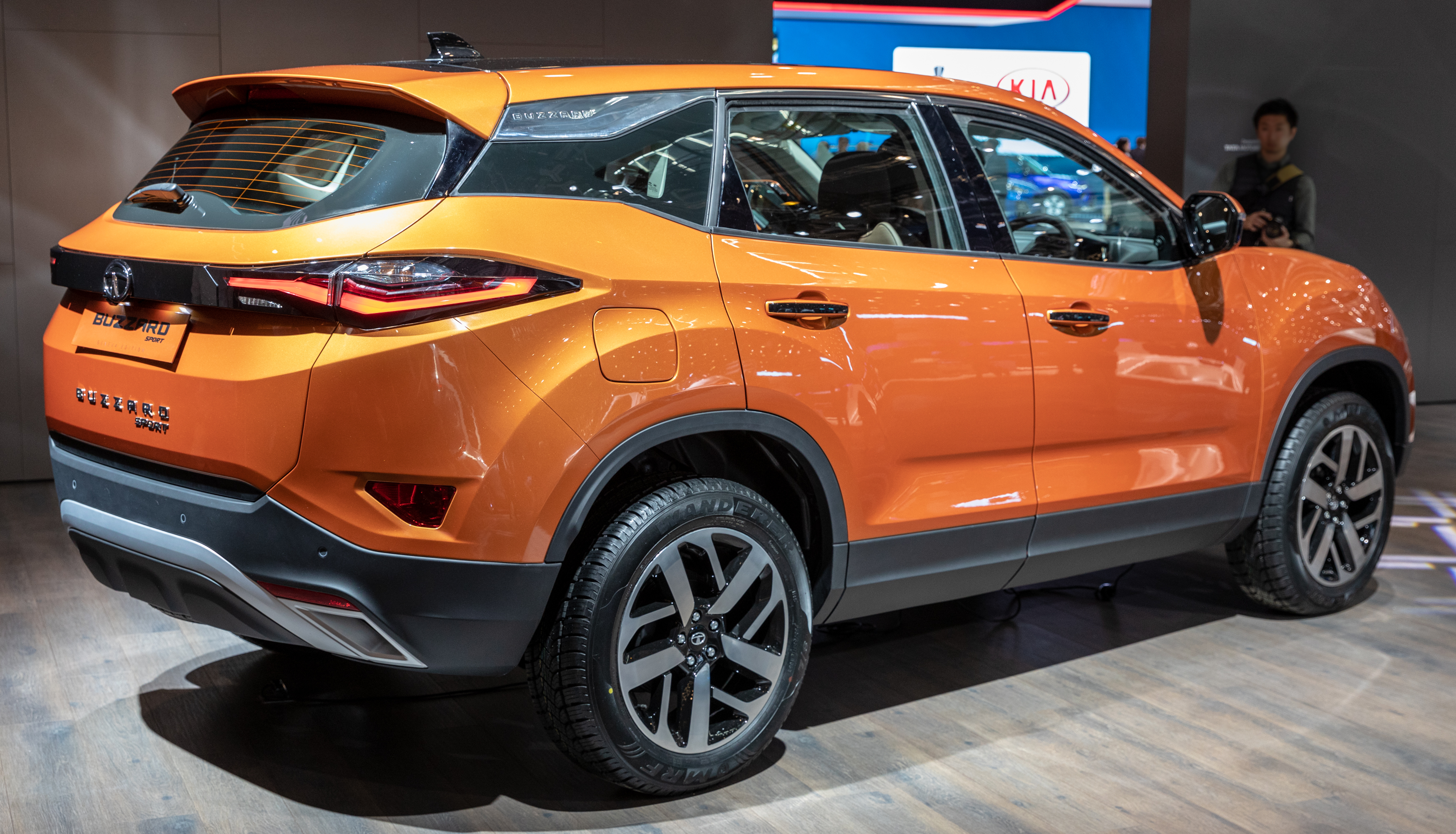

Позашляховик середнього розміру, відомий на етапі розробки під кодом проекту Q501 був представлений як концепт-кар Tata H5X  . Назва Harrier була оголошена материнською компанією влітку 2018. Автомобіль є позашляховиком C-сегменту, заснований на платформі OmegaArc, істотно переробленої версії платформи Jaguar Land Rover D8 , прийнятої в таких моделях, як Range Rover Evoque, Discovery Sport і Jaguar E-Pace. OMEGAARC означає «оптимальну модульну ефективну глобальну вдосконалену архітектуру». Це монококова конструкція. Для безпеки є зони деформації. OmegaArc у порівнянні з оригінальним D8 був перероблений для зниження виробничих витрат за рахунок використання інших сплавів та задньої підвіски зі схемою поворотної балки та тяги з гвинтовою пружиною, що дешевше, ніж багатоважільна модель моделей Jaguar Land Rover, в той час як передня вісь зберігає та ж стійка МакФерсон з гвинтовою пружиною та стабілізатором поперечної стійкості. Корпус має меншу кількість високоміцної сталі.
Зміни також торкнуться двигунів та трансмісій. У Harrier передній привід, повного приводу поки немає, в гальмівній системі попереду використовуються вентильовані диски, ззаду барабани. Двигун 2,0л. Багатоструменевий 16-клапанний чотирициліндровий турбодизель з безпосереднім упорскуванням палива в паливну систему і турбокомпресором із змінною геометрією, потужністю 140 кінських сил (104 кВт) і 350 Нм. Ця силова установка також використовується в Jeep Compass і MG Hector на індійському ринку, Tata Motors використовує для двигуна комерційну назву Kryotec.
Усередині Harrier представляє нову інформаційно-розважальну систему з 8,8-дюймовим сенсорним екраном, оснащену Android Auto, комбінація приладів має 7-дюймовий TFT-дисплей. Топові комплектації у стандартній комплектації оснащені шістьма подушками безпеки, системою стабілізації ESP та системою контролю тяги. Також пропонуються три режими водіння (Еко, Місто і Спорт) і система Terrain Response (успадкована від Land Rover) з трьома режимами (Нормальний, Вологий і Грубий).
Виробництво розпочалося у жовтні 2018 року на новій складальній лінії на заводі в Пуні.
У жовтні 2019 року Tata Motors випустила версію Tata Harrier #Dark. Як випливає з назви, інтер'єр та екстер'єр автомобіля повністю чорні. Крім цього, жодних змін немає  .
У лютому 2020 року Harrier отримав оновлення функцій, включаючи панорамний люк на даху, збільшену потужність та автоматичну коробку передач від Hyundai. Потужність була збільшена до 170 кінських сил (125 кВт).
У листопаді 2020 року Harrier знову отримав оновлення функцій, випустивши версію Tata Harrier Camo із графікою у військовому стилі. Оновлення функцій включає рейлінги на даху, бічні підніжки та передні датчики паркування. У салоні є органайзер на задньому сидінні, сонцезахисні козирки, 3D-формовані килимки та 3D-килимки в багажник, а також протиковзкі килимки на панелі приладів.
У лютому 2023 року Harrier та Safari отримали невеликі оновлення, включаючи нову інформаційно-розважальну систему з сенсорним екраном 10,25 дюйма, цифровою панеллю приладів діагоналлю 7 дюймів, камерою кругового огляду на 360 градусів, функцією напів Red #Dark, це та ж версія #Dark, що й раніше, але з червоним салоном та червоними вставками на передній решітці. Механічно ця версія також залишилася незмінною. Однак раніше, у січні 2023 року, на виставці Auto Expo  був представлений повністю електричний концепт Harrier EV з повним приводом поряд із вищезазначеними версіями Harrier та Safari Red #Dark, виробництво яких, за словами представників компанії, має бути запущене наприкінці 2024 року.

### Рестайлінг
Рестайлінговий Harrier був представлений разом із рестайлінговим Safari 6 жовтня 2023 року.